# Acilius sylvanus
Acilius sylvanus là một loài bọ cánh cứng trong họ Bọ nước. Loài này được Hilsenhoff miêu tả khoa học năm 1975.